# Lăng mộ Mohammed V
Lăng mộ của Mohammed V (tiếng Ả Rập: ضريح محمد الخامس) là một lăng mộ nằm ở phía đối diện của Nhà thờ Hồi giáo Hassan, trên khu vực đi bộ dạo mát Yacoub al-Mansour ở Rabat, Maroc. Đây là nơi chứa mộ của Sultan Mohammed V cùng hai con trai của ông là Sultan Hassan II và Hoàng tử Moulay Abdallah. Công trình được coi là kiệt tác của kiến trúc Alaouite hiện đại với màu trắng của tường và mái xanh lá điển hình. Được hoàn thành vào năm 1971, lăng mộ sau đó là nơi an nghỉ của Sultan Hassan II vào năm 1999.